# Bisbat de Chimoio
La diòcesi de Chimoio (portuguès: Diocese de Chimoio; llatí: Dioecesis Cimoiana) és una seu de l'Església Catòlica a Moçambic, sufragània de l'arquebisbat de Beira. Al 2012 tenia 90.462 batejats sobre 1.301.000 habitants. Actualment està regida pel bisbe João Carlos Hatoa Nunes.

## Territori
La diòcesi comprèn tota la província de Manica, a Moçambic.
La seu episcopal és la ciutat de Chimoio, on es troba la catedral de catedral de Nossa Senhora da Conceição.
El territori s'estén sobre 61.661 km², i està dividida en 15 parròquies.

## Història
La diòcesi va ser erigida el 19 de novembre de 1990 amb la bolla Quod vehementer del papa Joan Pau II, formada amb territori de l'arquebisbat de Beira.

## Cronologia de bisbes
- Francisco João Silota, M.Afr. (19 de novembre de 1990 - 2 de gener de 2017 retirat)
- João Carlos Hatoa Nunes, des del 2 de gener de 2017

## Estadístiques
A finals del 2014, la diòcesi tenia 90.462 batejats sobre una població de 1.301.000 persones, equivalent al 7,0% del total.
| any  | població | població  | població | sacerdots | sacerdots       | sacerdots       | sacerdots             | diaques | religiosos | religiosos | parròquies |
| ---- | -------- | --------- | -------- | --------- | --------------- | --------------- | --------------------- | ------- | ---------- | ---------- | ---------- |
| any  | batejats | total     | %        | total     | clergat secular | clergat regular | batejats por sacerdot | diaques | homes      | dones      |            |
| 1990 | 51.000   | 700.000   | 7,3      | 8         |                 | 8               | 6.375                 |         | 9          | 20         | 13         |
| 1999 | 64.668   | 1.000.000 | 6,5      | 15        | 4               | 11              | 4.311                 |         | 12         | 48         | 15         |
| 2000 | 67.283   | 1.000.000 | 6,7      | 13        | 3               | 10              | 5.175                 |         | 32         | 50         | 14         |
| 2001 | 69.339   | 1.000.500 | 6,9      | 18        | 3               | 15              | 3.852                 |         | 37         | 49         | 15         |
| 2002 | 71.213   | 1.001.000 | 7,1      | 24        | 6               | 18              | 2.967                 |         | 40         | 45         | 15         |
| 2003 | 72.648   | 1.002.500 | 7,2      | 20        | 4               | 16              | 3.632                 |         | 33         | 54         | 15         |
| 2004 | 74.829   | 1.006.000 | 7,4      | 22        | 4               | 18              | 3.401                 |         | 39         | 56         | 15         |
| 2006 | 78.249   | 1.115.000 | 7,0      | 23        | 3               | 20              | 3.402                 |         | 36         | 56         | 15         |
| 2013 | 90.462   | 1.301.000 | 7,0      | 28        | 4               | 24              | 3.230                 | 1       | 30         | 58         | 15         |